# Korenjak (Maruševec)
Korenjak falu Horvátországban, Varasd megyében. Közigazgatásilag  Máriasócszentgyörgyhöz tartozik.

## Fekvése
Varasdtól 14 km-re, községközpontjától Máriasócszentgyörgytől 2 km-re nyugatra a Zagorje hegyeinek keleti lábánál, a Drávamenti-síkság szélén enyhén dombos vidéken fekszik.

## Története
A falunak 1857-ben 111, 1910-ben 166 lakosa volt. 1920-ig Varasd vármegye Ivaneci járásához tartozott. 2001-ben 33 háza és 96 lakosa volt.

## Külső hivatkozások
- A község hivatalos oldala
- A község információs portálja